# Tbilisis sportpalats
Tbilisis sportpalats (georgiska: თბილისის სპორტის სასახლე, Tbilisis sportis sasachle) är en inomhusarena belägen i Georgiens huvudstad Tbilisi. 
Arenan brukar stå värd för basket, handboll, judo, tennis, boxning och andra sporter med högt åskådarantal. Arenan byggdes år 1961 och användes då främst till basketmatcher och som det lokala laget BK Dinamo Tbilisis hemmaarena. Tbilisis sportpalats är den största basketdesignade arenan inom de forna sovjetstaterna. Arenan renoverades år 2007 och återinvigdes den 22 augusti samma år, med äganderättigheter hos Logic Group Ltd över en trettioårsperiod. Detta var den första fasen i renoveringen och rekonstruktionen, då den andra fasen inkluderar ett utbyte av arenans tak och nya stolar till sittplatserna. Den totala kostnaden av renoveringen beräknas uppgå till 5 miljoner USD.

## Konserter
Tbilisis sportpalats är en av de största arenorna för konserter i Georgien. Flera internationella och nationella artister har framträtt här.
- Ian Gillan - 1990 (5 utsålda gig i rad).
- Alla Pugatjova (1979, 1983, 1998)
- Lela Tsurtsumia - den georgiska popsångerskan Lela innehar rekord i antal åskådare i palatset. Trots att arenan endast kan ta in ca. 11 000 åskådare vid konserter sålde Tsurtsumia 18,000 biljetter till en konsert den 22 maj 2002 och cirka 25 000 personer väntade på biljetter.
- Lex-Seni - utsålt vid den georgiske rapparens konsert i arenan (15 000 åskådare).
- Kutjis Bitjebi - utsålt vid den georgiska popgruppens konsert i arenan.

### Fotnoter
1. ↑  ”History”. BC Dinamo Tbilisi. http://bcdinamo.ge/history_eng.php.[död länk] (engelska)
2. ↑  ”Renovated Sports Palace”. Tbilisi.gov.ge. 22 augusti 2007. Arkiverad från originalet den 25 juli 2011. https://web.archive.org/web/20110725070820/http://www.tbilisi.gov.ge/index.php?lang_id=ENG&sec_id=344&info_id=2465. (engelska)
3. ↑  ”Mayor inspects Tbilisi Sport Palace after reconstruction”. Rustavi 2. 22 augusti 2007. Arkiverad från originalet den 9 februari 2011. https://web.archive.org/web/20110209070539/http://geotimes.ge/index.php?m=home&newsid=6295. (engelska)